# Deputados de Portugal no Parlamento Europeu (1989-1994)
Esta é uma lista dos Deputados do Parlamento Europeu eleitos por Portugal para a terceira legislatura (1989-1994), ordenados pelo nome.

## A
- António Antero Coimbra Martins, PS (Grupo Socialista)
- António Capucho, PSD (Grupo do Partido Popular Europeu (Democratas-Cristãos))
- António Joaquim Marques Mendes, PSD (Grupo do Partido Popular Europeu (Democratas-Cristãos))
- Artur da Cunha Oliveira, PS (Grupo Socialista)

## C
- Carlos Carvalhas, PCP (Coligação de Esquerda)
- Carlos Coelho, PSD (Grupo do Partido Popular Europeu (Democratas-Cristãos))
- Carlos Pimenta, PSD (Grupo do Partido Popular Europeu (Democratas-Cristãos))

## F
- Fernando Manuel Santos Gomes, PS (Grupo Socialista)
- Francisco António Lucas Pires, CDS (Grupo do Partido Popular Europeu (Grupo Democrata-Cristão))

## J
- João Cravinho, PS (Grupo Socialista)
- Joaquim Miranda, PCP (Coligação de Esquerda)
- José Apolinário, PS (Partido Socialista Europeu)
- José Barata Moura, PCP (Coligação de Esquerda)
- José Barros Moura, PCP (Coligação de Esquerda)
- José Manuel Torres Couto, PS (Partido Socialista Europeu)
- José Mendes Bota, PSD (Grupo do Partido Popular Europeu (Democratas-Cristãos))

- José Vicente Carvalho Cardoso, CDS (Grupo do Partido Popular Europeu (Grupo Democrata-Cristão))

## L
- Luis Filipe Pais Beirôco, CDS (Grupo do Partido Popular Europeu (Grupo Democrata-Cristão))
- Luís Marinho, PS (Grupo Socialista)

## M
- Manuel Porto, PSD (Grupo do Partido Popular Europeu (Democratas-Cristãos))
- Margarida Salema O. Martins, PSD (Grupo do Partido Popular Europeu (Democratas-Cristãos))
- Maria Amélia Santos, PEV (Grupo do Partido dos Socialistas Europeus)
- Maria Belo, PS (Grupo Socialista)

## P
- Pedro Manuel Canavarro, PS (Grupo Socialista)

## R
- Rogério Brito, PCP (Coligação de Esquerda)
- Rui Amaral, PSD (Grupo do Partido Popular Europeu (Democratas-Cristãos))

## S
- Sérgio Ribeiro, PCP (Coligação de Esquerda)

## V
- Vasco Garcia, PSD (Grupo do Partido Popular Europeu (Democratas-Cristãos))
- Virgílio Pereira, PSD (Grupo do Partido Popular Europeu (Democratas-Cristãos))